# Elgå

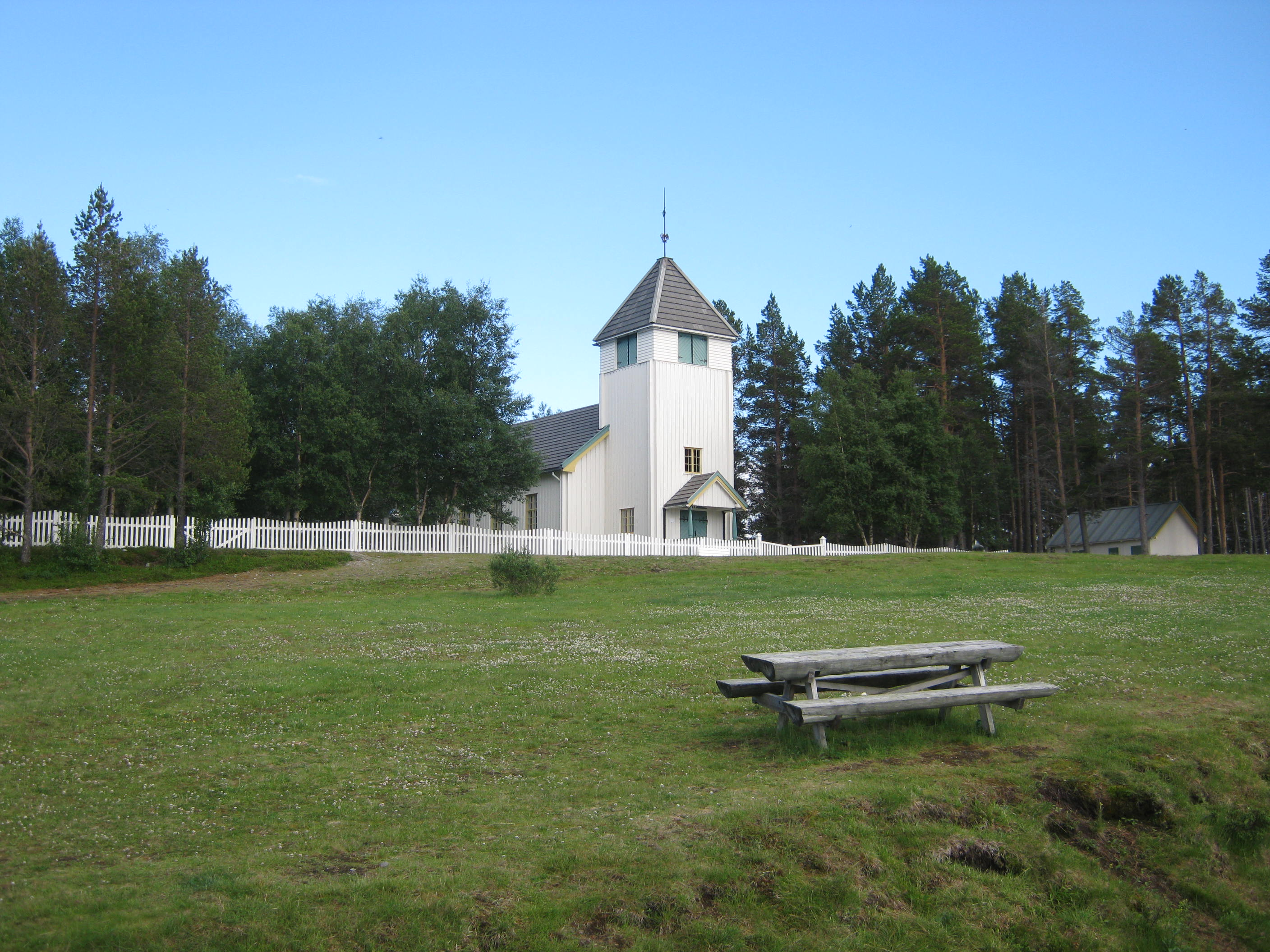
Dorfkirche

Elgå ist ein Weiler am Ostufer des Femundsees in Norwegen. Es ist die südlichste feste Siedlung von Samen in Norwegen.

## Geographie
Elgå gehört formal zur Gemeinde Engerdal im Fylke Innlandet. Eine Stichstraße führt von Schweden sowie vom Südende des Femundsees zur Ortschaft.

## Tourismus
Elgå ist Ausgangspunkt für mehrtägige Wanderungen im Femundsmarka-Nationalpark. Das Passagierschiff Fæmund II läuft den Ort zur Mittagszeit an.